# Zastava M76
A Zastava M76 egy gázelvételes, forgózáras reteszelésű öntöltő mesterlövészpuska, melyet a jugoszláv Zastava Arms fejlesztett és gyártott.

## Történet
A Zastava Arms fegyvergyártó cég az 1970-es évek közepén fejlesztette ki az M76 öntöltő puskát. Ezt követően ez a típus lett a Jugoszláv Néphadsereg, majd a szerb hadsereg alap mesterlövész fegyvere. Ugyanarra a célra fejlesztették ki, mint a szovjet Dragunov SZVD mesterlövészpuskát, mellyel szakasz szinten bevethető mesterlövészt biztosítanak a gyalogság számára. Az 1990-es években zajlott délszláv háborúban majdnem minden harcoló oldal használta; bevetették Horvátországban, Boszniában és Koszovóban is. A szerb hadseregnél a Zastava M91 mesterlövészpuskával kezdik váltani a típust. Az M91-es a 7,62×54 mm R típusú lőszert tüzeli, ami felváltja a 8×57 mm IS (M–49) típusú szerb gyártmányú lőszert.

## Leírás
Az M76 kialakításában hasonló a szovjet SZVD-hez; öntölő puska, 10 töltényes kivehető szekrénytárral. Habár az M76 tervezete közelebb áll az AK–47 gépkarabélyhoz, mint a Dragunovhoz, hasonlóan a román gyártmányú PSL mesterlövészpuskához. Mivel az AK gépkarabélyon alapul, tervezete egyszerű és megbízható, és más Zastava gyártmányú fegyverhez hasonlóan magas színvonalon gyártották.
Mivel nem egy Dragunov másolat, inkább úgy néz ki mint egy meghosszabbított AK–47 nehezebb puskacsővel, a benyomást pedig erősíti a tusa alakja és a pisztolymarkolat, amely az SZVD-nél teljesen más kialakítású. Emellett az SZVD a szovjet 7,62×54 mm R lőszert tüzeli, az M76 a jugoszláv gyártmányú 8×57 mm IS lőszert. A Jugoszláv Néphadsereg a 8×57 mm IS lőszert M–49 jelöléssel az 1940-es évek végén rendszeresítette a gyalogságnál, mint szabványos puskalőszert. Az M76 az AK típusú zárvezetőhöz erősített gázdugattyút használja. A tokot forgácsolással készítik, hasonlóan az eredeti AK–47-hez, amely nagyobb szilárdságot biztosít a fegyvernek. Az AK típusú forgó zárfej, zárvezető, puskacső és egyéb alkatrészek hosszabbak és nehezebbek. A fegyver egy 10 töltényes acél szekrénytárból tüzel, melyet adagolótömbbel láttak el, amely nyitott állásban rögzíti a zárat az utolsó töltény kilövése után. Mivel a fegyveren nincs semmilyen berendezés, amely a zárat a hátsó helyzetében tartaná, a tár kivétele után a zár az első állásába mozdul vissza. Mivel a fegyver csak egyeslövés leadására képes, az AK–47-ről származó biztosítónak csak két állása van: biztosított és egyeslövés. A puskacső kúpos kialakítású SZVD típusú lángrejtővel és célgömbbel. A szabványos AKM szuronyt a célgömb alá lehet rögzíteni. Az SZVD-hez hasonlóan, de az AK–47-től eltérően az M76 rendelkezik egy gázszabályzóval, mellyel üzemeltetési körülményekhez lehet állítani a felhasznált gáz mennyiségét.
A puskatusa felül egyenes kialakítású, végén egy gumigyűrűt helyeztek el, hasonlóan a Zastava M70 gépkarabélyokhoz, pisztolymarkolata jól megformált. Az előágy hasonlít az M70 gépkarabélyokon lévőre. A fatusában nem alakítottak ki helyet a tisztítókészletnek. Az újabb modelleken a fából készült részeket szintetikus polimerre cserélték, amelyeknél már hagytak helyet a tisztítókészletnek, a fegyver összsúlyát pedig nagyjából fél kilogrammal csökkentették.
A gázszabályzó kivételével a fegyver szétszerelése és működtetése hasonló, mint az AK–47/AKM fegyvercsalád esetében.
Az optikai irányzékok rögzítéséhez egy szereléksínt helyeztek a tok bal oldalára. Az irányzékokat másodpercek alatt le és fel lehet szerelni. Az optikai irányzékokat részleges szétszerelés előtt eltávolítják, hogy könnyebben hozzáférjenek a tokfedélhez és a zárvezetőhöz. Az optikai irányzékokon kívül a fegyvert ellátták egy AKM-típusú nyílt irányzékkal is, melyet 100 és 1000 méteres értékek között lehet állítani. A nyílt irányzékot az optikai irányzékoktól függetlenül, azok felszerelt állapota mellett is lehet használni.
Általában a ZRAK M–76 4× 5°10’ típusú optikai irányzékot használják a fegyverhez, melyet eredetileg a szarajevói ZRAK üzemben gyártottak. Ez az optikai irányzék hasonló a szovjet SZVD-n használt PSZO–1 4×24 irányzékhoz és a román PSL-n használt I.O.R. LPS 4×6° TIP2 4×24 irányzékhoz. A szálkereszt megvilágításához radioaktív tríciumot használnak. Ezt a fényforrást 8-12 évente cserélni kell, mivel veszít fényességéből. A szálkereszt ugyanaz, mint a PSZO–1 irányzék távolságmérő szálkeresztje.

## Változatok
A Zastava az M76 eltérő kaliberű változatait gyártja.
- M77 – 7,62×51 mm NATO
- M90 – .243 Winchester vagy .308 Winchester
- M91 – 7,62×54 mm R

## Alkalmazók
- Bosznia-Hercegovina
- Észak-Korea
- Horvátország
- Észak-Macedónia
- Szerbia

## Fordítás
- Ez a szócikk részben vagy egészben  a   Zastava M76 című angol Wikipédia-szócikk ezen változatának fordításán alapul.  Az eredeti cikk szerkesztőit annak laptörténete sorolja fel. Ez a jelzés csupán a megfogalmazás eredetét és a szerzői jogokat jelzi, nem szolgál a cikkben szereplő információk forrásmegjelöléseként.

## Külső hivatkozások
- A Zastava Arms hivatalos weboldala
- Sniper Central: Yugoslavia M-76
- Modern Firearms - Zastava M76 mesterlövészpuska
- www.snipercountry.de Scharfschützengewehr M76 Archiválva 2014. április 7-i dátummal a Wayback Machine-ben